# 忍者ハットリくん+パーマン 忍者怪獣ジッポウVSミラクル卵
『忍者ハットリくん+パーマン 忍者怪獣ジッポウVSミラクル卵』（にんじゃハットリくんプラスパーマン にんじゃかいじゅうジッポウたいミラクルたまご）は、1984年に藤子不二雄名義で執筆された漫画作品、および1985年に公開された劇場用アニメ作品。
安孫子素雄のみで執筆した『忍者ハットリくん』と、藤本弘がメインで執筆した『パーマン』。当時の人気藤子キャラが夢の共演を果たしたコラボレーション作品第二弾。

## 概要
1985年3月16日、『ドラえもん のび太の宇宙小戦争』と同時上映された中編アニメーション（上映時間52分）である。仮タイトルの段階では、『忍者ハットリくん+パーマン 忍者怪獣ジッポウVS恐怖の卵軍団』となっていた。
1984年の『忍者ハットリくん+パーマン 超能力ウォーズ』に引き続き、ハットリくんとパーマンが共演。
漫画作品は1984年に安孫子が執筆し、『月刊コロコロコミック』に連載された。
単行本てんとう虫コミックス版『忍者ハットリくん』13巻に収録（「超能力ウォーズ」と同時収録）された（その後絶版）。
権利問題のせいか、現在入手できる『新忍者ハットリくん』には未収録となり（同じく幻とされた『オバケのQ太郎』とは異なり、藤子・F・不二雄大全集にも収録されていない）、また、DVDもセル、レンタルともに出ておらず、幻の作品になりつつある。
今度は宇宙からやって来た謎の卵が騒動を引き起こし、やがて大パニックを引き起こすというストーリー。前回の「超能力ウォーズ」と同じくハットリくん側中心に物語が進行する。また、「少年」版や実写版第2作に登場していた「忍者怪獣ジッポウ」がアニメに初登場、声は新たに滝口順平が担当、実写版でジッポウを担当した丸山裕子はトゲ次郎を担当する。
この作品は「地球の自然を守る」というテーマであるが、前年からの劇場版『ドラえもん』の緑化運動に影響されたもの。主題歌も、前作に引き続いて『ハットリ忍法ニニンのニン』の替え歌となっている。またオープニングでは『怪物くん』がカメオ出演したり、新宿が舞台になっている事もあって当時藤子スタジオが入居していた市川ビルも登場して、ミラクル卵の触手が藤子スタジオの窓に触れて窓が開いた時にアニメキャラとなった藤本弘と安孫子素雄が登場している。

## あらすじ
ある夜、東京中に流れ星の様なものがあちこちに落ちてくる。それはピンク色の卵のようなものだった。翌日、道端でそれを拾った獅子丸は、卵だと思い大事に温めた。
一方、ケン一の家の庭に岩の様なものが落ちて来た。それは伊賀の里からやってきた、ハットリくんの幼馴染みである「忍者怪獣ジッポウ」であった。ハットリくんとジッポウは再会を喜んだが、ジッポウ曰く、世界に大異変が起こる夢を見たという。そして自分の夢は正夢になるので、心配になり上京して来たというのだ。一方獅子丸はジッポウに嫉妬して、ますます拾った卵に執心する。
ところが次の日、獅子丸が拾って来た卵が動き出し、ケン一の担任の小池先生の口の中に入ってしまった。先生に憑依した卵は、自分は地球の緑を求めてやって来た宇宙怪物「ミラクルエッグ」だと語り始めた。やがて東京中に落ちた謎の卵は、木の様な怪物に孵化して大パニックに陥る。いよいよパーマン達も出動し始めて、ハットリ一行と一緒に退治に当たるが、怪物相手にまるで歯が立たない。だが、獅子丸のある行動で、怪物の意外な弱点が見つかるのだった。

## 声の出演
- ハットリくん - 堀絢子
- ケン一 - 菅谷政子
- シンゾウ - 三田ゆう子
- 獅子丸 - 緒方賢一
- パーマン1号 - 三輪勝恵
- パーマン2号 - 大竹宏
- パーマン3号 - 増山江威子
- ケムマキ、パーマン4号 - 肝付兼太
- 影千代 - 山田栄子
- ケン一パパ - 藤本譲
- ケン一ママ - 梨羽由記子
- 夢子 - あきやまひかり
- バードマン - 安原義人
- ツバメ - 白石冬美
- シノビノ博士 - 野本礼三
- オヒメ - 横沢啓子
- トゲ次郎 - 丸山裕子
- 小池先生 - 二又一成
- アナウンサー - キートン山田
- 車掌 - 橋本晃一
- 運転手 - 稲葉実
- 夫人 - 高島雅羅
- 学生 - 塩屋浩三
- ジッポウ - 滝口順平
- ミラクル卵 - 柴田秀勝

## スタッフ
- 原作：藤子不二雄
- 脚本：桜井正明
- 作画監督：なかじまちゅうじ
- 美術監督：宮野隆
- 撮影監督：都島雅義
- 総監督：笹川ひろし
- 監督：原田益次
- コンテ：青山弘、藤原良二、原田益次
- 監修：鈴木伸一
- 音楽：菊池俊輔
- 録音監督：大熊昭
- 編集：岡安肇、小島俊彦、中菜由美子、村井秀明、田中政行、小野寺桂子
- プロデューサー：加藤良雄、小泉美明、木村純一、波多野正美
- 制作協力：藤子スタジオ、旭通信社
- 制作：シンエイ動画、小学館、テレビ朝日
- 配給：東宝

## 主題歌
「ハットリ忍法ニニンのニン #3」
作詞：緒方賢一／作曲：菊池俊輔／歌：三田ゆう子＆緒方賢一